# Campeonato Nacac de 2015
El II Campeonato Nacac de atletismo se celebró del 7 al 9 de agosto de 2015 en la ciudad de San José, Costa Rica. La sede principal de los eventos fue el Estadio Nacional.
Los ganadores de cada prueba obtuvieron la clasificación directa al campeonato mundial que tuvo lugar en la ciudad de Pekín.

## Desarrollo
El acto de inauguración se llevó a cabo el 6 de agosto con la presencia de la vicepresidenta costarricense Ana Helena Chacón quien juramentó a los atletas. Se contó con la participación de bandas musicales y se desarrollaron danzas tradicionales del país. El campeonato contó con la presencia de distinguidas personalidades del atletismo como lo eran Carl Lewis, Sergei Bubka y Sebastian Coe.

## Resultados

### Masculino
| Evento                                | Oro                                                                                  | Plata                                                                      | Bronce                                                                                 |
| ------------------------------------- | ------------------------------------------------------------------------------------ | -------------------------------------------------------------------------- | -------------------------------------------------------------------------------------- |
| 100 m (8 de agosto)                   | Remontay McClain Estados Unidos 10,09                                                | Ramon Gittens Barbados 10,11                                               | Levi Cadogan Barbados 10,13                                                            |
| 200 m (9 de agosto)                   | Rasheed Dwyer Jamaica 20,12                                                          | Yancarlos Martínez · República Dominicana · 20,28                          | Antoine Adams San Cristóbal y Nieves 20,47                                             |
| 400 m (8 de agosto)                   | Lalonde Gordon Trinidad y Tobago 44,89                                               | Nery Brenes · Costa Rica · 45,22                                           | Ricardo Chambers Jamaica 45,37                                                         |
| 800 m (9 de agosto)                   | Ryan Martin Estados Unidos 1:45,79                                                   | Clayton Murphy Estados Unidos 1:46,38                                      | Jamaal James Trinidad y Tobago 1:47,07                                                 |
| 1500 m (8 de agosto)                  | Andrew Wheating Estados Unidos 3:45,08                                               | Daniel Winn Estados Unidos 3:45,43                                         | Daniel Gorman · Canadá · 3:46,73                                                       |
| 5000 m (8 de agosto)                  | Lopez Lomong Estados Unidos 13:57,53                                                 | José Juan Esparza · México · 14:03,81                                      | Fabián Guerrero · México · 14:06,64                                                    |
| 10 000 m                              |                                                                                      |                                                                            |                                                                                        |
| 110 m vallas (8 de agosto)            | Mikel Thomas Trinidad y Tobago 13,23                                                 | Jhoanis Portilla · Cuba · 13,30                                            | Eddie Lovett Islas Vírgenes de los Estados Unidos 13,31                                |
| 400 m vallas (9 de agosto)            | Javier Culson Puerto Rico 48,70                                                      | José Luis Gaspar · Cuba · 49,67                                            | Trevor Brown Estados Unidos 49,88                                                      |
| 3000 m obstáculos (9 de agosto)       | Andrew Bayer Estados Unidos 8:44,88                                                  | Stanley Kebenei Estados Unidos 8:52,82                                     | Christopher Dulhanty · Canadá · 9:01,44                                                |
| Salto de longitud (8 de agosto)       | Cameron Burrell Estados Unidos 8,06                                                  | Kamal Fuller Jamaica 7,90                                                  | Ifeanyichukwu Otuonye Islas Turcas y Caicos 7,71                                       |
| Salto de altura (7 de agosto)         | JaCorian Duffield Estados Unidos 2,25                                                | Trevor Barry Bahamas 2,20                                                  | Ryan Ingraham Bahamas 2,20                                                             |
| Triple salto (7 de agosto)            | Yordanis Durañona Dominica 16,98                                                     | Josh Honeycutt Estados Unidos 16,57                                        | Leevan Sands Bahamas 16,53                                                             |
| Salto con pértiga (8 de agosto)       | Natán Rivera · El Salvador · 4,70                                                    |                                                                            |                                                                                        |
| Lanzamiento de bala (8 de agosto)     | Jonathan Jones Estados Unidos 20,54                                                  | Darrell Hill Estados Unidos 19,67                                          | Raymond Brown Jamaica 19,28                                                            |
| Lanzamiento de disco (7 de agosto)    | Russ Winger Estados Unidos 60,68                                                     | Andrew Evans Estados Unidos 59,32                                          | Quincy Wilson Trinidad y Tobago 56,82                                                  |
| Lanzamiento de jabalina (9 de agosto) | Riley Dolelzal Estados Unidos 79,30                                                  | Guillermo Martínez López · Cuba · 78,15                                    | Albert Reynolds Santa Lucía 77,71                                                      |
| Lanzamiento de martillo (9 de agosto) | Roberto Janet · Cuba · 72,72                                                         | Colin Dumbar Estados Unidos 71,74                                          | Diego del Real · México · 70,83                                                        |
| Relevo 4 × 100 m (9 de agosto)        | Jamaica Mario Forsythe Jason Livermore Oshane Bailey Sheldon Mitchell 38,07          | Estados Unidos Trell Kimmons Harry Adams Beejay Lee Remontay McClain 38,45 | Barbados Levi Cadogan Ramon Gittens Nicholas Deshong Burkheart Ellis 35,55             |
| Relevo 4 × 400 m (9 de agosto)        | Estados Unidos Clayton Parros Calvin Smith, Jr. Marcus Chambers James Harris 3:00,07 | Bahamas La'Toy Williams Alonzo Russell Wesley Neymour Ramon Miller 3:00,53 | Cuba · William Collazo · Adrián Chacón · Osmaidel Pellicier · Yoandys Lescay · 3:01,22 |

### Femenino
| Evento                                | Oro                                                                                      | Plata                                                                                 | Bronce                                                                        |
| ------------------------------------- | ---------------------------------------------------------------------------------------- | ------------------------------------------------------------------------------------- | ----------------------------------------------------------------------------- |
| 100 m (8 de agosto)                   | Barbara Pierre Estados Unidos 11,12                                                      | Charonda Williams Estados Unidos 11,21                                                | Michelle-Lee Ahye Trinidad y Tobago 11,22                                     |
| 200 m (9 de agosto)                   | Kyra Jefferson Estados Unidos 22,50                                                      | Semoy Hackett Trinidad y Tobago 22,51                                                 | Dezerea Bryant Estados Unidos 22,58                                           |
| 400 m (8 de agosto)                   | Courtney Okolo Estados Unidos 51,57                                                      | Kala Funderburk Estados Unidos 52,22                                                  | Bobby-Gaye Wilkins-Goode Jamaica 52,45                                        |
| 800 m (9 de agosto)                   | Chanelle Price Jamaica 2:00,48                                                           | Gabriela Elizabeth Medina · México · 2:02,13                                          | Kimarra McDonald Jamaica 2:02,14                                              |
| 1500 m (8 de agosto)                  | Rachel Schneider Estados Unidos 4:14,78                                                  | Shelby Houlihan Estados Unidos 4:16,61                                                | Cristina Guevara · México · 4:24,75                                           |
| 5000 m (9 de agosto)                  | Kellyn Taylor Estados Unidos 16:24,86                                                    | Rosa del Toro · El Salvador · 17:51,74                                                | Gabriela Traña · Costa Rica · 18:41,98                                        |
| 10 000 m                              |                                                                                          |                                                                                       |                                                                               |
| 100 m vallas (8 de agosto)            | Lolo Jones Estados Unidos 12,63                                                          | Tenaya Jones Estados Unidos 12,68                                                     | Kierre Beckles Barbados 12,88                                                 |
| 400 m vallas (9 de agosto)            | Tiffany Williams Estados Unidos 54,35                                                    | Sparkle McKnight Trinidad y Tobago 55,41                                              | Zurian Hechavarría · Cuba · 55,97                                             |
| 3000 m obstáculos (9 de agosto)       | Ahsley Higginson Estados Unidos 9:56,75                                                  | Shalaya Kipp Estados Unidos 10:03,91                                                  | Ana Cristina Narváez · México · 10:16,25                                      |
| Salto de longitud (9 de agosto)       | Quanesha Burks Estados Unidos 6,93                                                       | Chantel Malone Islas Vírgenes Británicas 6,69                                         | Sha'Keela Saunders Estados Unidos 6,57                                        |
| Salto de altura (9 de agosto)         | Levern Spencer Santa Lucía 1,91                                                          | Pricilla Frederick Antigua y Barbuda 1,88                                             | Deandra Daniel Trinidad y Tobago 1,85                                         |
| Triple salto (7 de agosto)            | Shanieka Thomas Jamaica 14,23                                                            | Ana José Tima · República Dominicana · 14,21                                          | Lynnika Pitts Estados Unidos 14,02                                            |
| Salto con pértiga (7 de agosto)       | Kristen Hixson Estados Unidos 4,50                                                       | Kelsie Ahbe · Canadá · 4,40                                                           | Katie Nageotte Estados Unidos 4,30                                            |
| Lanzamiento de bala (8 de agosto)     | Jill Camarena-Williams Estados Unidos 18,62                                              | Jeneva Stevens Estados Unidos 17,61                                                   | Yaniuvis López · Cuba · 16,76                                                 |
| Lanzamiento de disco                  | Summer Pierson Estados Unidos 56,64                                                      | Jaleesa Williams Trinidad y Tobago 37,06                                              | Alma Gutiérrez Honduras 36,67                                                 |
| Lanzamiento de jabalina (7 de agosto) | Kara Winger Estados Unidos 60,34                                                         | Yulenmis Aguilar · Cuba · 56,79                                                       | Hanna Carson Estados Unidos 50,34                                             |
| Lanzamiento de martillo (8 de agosto) | Amber Campbell Estados Unidos 72,41                                                      | Deanna Price Estados Unidos 71,27                                                     | Yirisleydis Ford · Cuba · 69,91                                               |
| Relevo 4 × 100 m (9 de agosto)        | Estados Unidos Barbara Pierre Lekeisha Lawson Dezerea Bryant Kyra Jefferson 42,24        | Puerto Rico Beatriz Cruz Celiangeli Morales Genoiska Cancel Carol Rodríguez 43,51     | Trinidad y Tobago Kamaria Durant Reyare Thomas Lisa Wickham Peli Alzola 44,24 |
| Relevo 4 × 400 m (9 de agosto)        | Estados Unidos Kala Funderburk Charonda Williams Tiffany Williams Courtney Okolo 3:25,39 | Jamaica Sonikqua Walker Verone Chambers Jonique Day Bobby-Gaye Wilkins-Gooden 3:28,65 | Bahamas Lanece Clarke Christine Amertil Katrina Seymour Adanaka Brown 3:31,80 |

## Medallero
| Núm. | País                                       | Oro | Plata | Bronce | Total |
| ---- | ------------------------------------------ | --- | ----- | ------ | ----- |
| 1    | Estados Unidos (USA)                       | 27  | 15    | 6      | 48    |
| 2    | Jamaica (JAM)                              | 4   | 2     | 4      | 10    |
| 3    | Trinidad y Tobago (TTO)                    | 2   | 3     | 5      | 10    |
| 4    | Cuba (CUB)                                 | 1   | 4     | 4      | 9     |
| 5    | El Salvador (ESA)                          | 1   | 1     | 0      | 2     |
| 5    | Puerto Rico (PUR)                          | 1   | 1     | 0      | 2     |
| 7    | Santa Lucía (LCA)                          | 1   | 0     | 1      | 2     |
| 8    | Dominica (DMA)                             | 1   | 0     | 0      | 1     |
| 9    | México (MEX)                               | 0   | 2     | 4      | 6     |
| 10   | Bahamas (BAH)                              | 0   | 2     | 3      | 5     |
| 11   | República Dominicana (DOM)                 | 0   | 2     | 0      | 2     |
| 12   | Barbados (BAR)                             | 0   | 1     | 3      | 4     |
| 13   | Canadá (CAN)                               | 0   | 1     | 2      | 3     |
| 14   | Costa Rica (CRC)                           | 0   | 1     | 1      | 2     |
| 15   | Antigua y Barbuda (ATG)                    | 0   | 1     | 0      | 1     |
| 15   | Islas Vírgenes Británicas (IVB)            | 0   | 1     | 0      | 1     |
| 17   | Honduras (HON)                             | 0   | 0     | 1      | 1     |
| 17   | Islas Turcas y Caicos (TCA)                | 0   | 0     | 1      | 1     |
| 17   | Islas Vírgenes de los Estados Unidos (ISV) | 0   | 0     | 1      | 1     |
| 17   | San Cristóbal y Nieves (SKN)               | 0   | 0     | 1      | 1     |